# Greendale Gill
Der Greendale Gill ist ein Fluss im Lake District, Cumbria, England. Der Greendale Gill entsteht als Abfluss des Greendale Tarn an der Westflanke des Middle Fell in Wasdale. Der Greendale Gill fließt von seiner Entstehung an in südlicher Richtung. Im Roan Wood südlich des Weilers Greendale teilt sich der Greendale Gill in den Countess Beck und den Cinderdale Beck.